# Галатија
Галатија (антгрч.  — „Галија“, лат. Galatia) је била област и римска провинција која је обухватала подручје централне Анадолије у данашњој Турској. Главни град провинције је била Анкира, данашња Анкара. Провинцију је основао цар Октавијан Август 25 године п. н. е.
Римски протекторат је постала 85. године пре н.е. До другог века ово подручје утопило се у хеленистичку цивилизацију.